# Ryan Kwanten
Ryan Kwanten (født 28. november 1976) er en australsk skuespiller. Han spillede Vinnie Patterson fra 1997 til 2002 i den australske sæbe-opera Home and Away. Hvor efter han medvirkede i den amerikanske teen-orienteret drama-serie, Summerland hvor han portrættere Jay Robertson. I 2008 blev han castet som Jason Stackhouse i True Blood.